# Maksencije
Marcus Aurelius Valerius Maxentius rimski car od 28. listopada 306. do 28. listopada 312., sin Dioklecijanovog suvladara Maksimijana.
Ambicije oca, koji je abdicirao zajedno s Dioklecijanom, 305. godine ponukale su ga da uzrupira vlast na zapadu. U Rimskom Carstvu je vladao Italijom i sjevernom Afrikom. Konstantin I. Veliki ga je porazio 312. u bitci kod Milvijskog mosta, a Maksencije je u bitci poginuo.

### Ostali projekti
|  | Zajednički poslužitelj ima još gradiva o temi Maksencije |